# Charles Gates Dawes
Charles Gates Dawes (ur. 27 sierpnia 1865 w Marietta, Ohio, zm. 23 kwietnia 1951 w Evanston, Illinois) – amerykański polityk i finansista. 30. wiceprezydent Stanów Zjednoczonych u boku prezydenta Calvina Coolidge’a (1925–1929) i laureat Pokojowej Nagrody Nobla za rok 1925, przyznanej za pracę nad planem Dawesa, regulującym problem spłaty niemieckich reparacji po I wojnie światowej. Po zakończeniu kadencji wiceprezydenta ambasador USA w Wielkiej Brytanii w latach 1929–1932.